# Bandiera di Amsterdam
La bandiera di Amsterdam (Vlag van Amsterdam in lingua olandese) è la bandiera ufficiale adottata dalla città di Amsterdam, la capitale dei Paesi Bassi. Il disegno attuale della bandiera raffigura tre croci di Sant'Andrea e si basa sullo scudo rappresentato nello stemma di Amsterdam. La bandiera è stata adottata il 5 febbraio 1975.
La bandiera è solitamente orientata con le strisce rosso-nero-rosso in senso orizzontale.

## Significato
I colori della bandiera derivano principalmente dallo stemma della città, più precisamente dallo scudo rappresentato in esso. Il significato dei colori non è chiaro. Secondo il comune della città, la sua origine potrebbe risalire allo stemma della famiglia Persijn, che un tempo possedeva estesi possedimenti di terra nella capitale. Gli stessi colori e le medesime croci si possono trovare nelle bandiere dei comuni di Ouder-Amstel e Amstelveen.
Negli stemmi di altre due città olandesi, Dordrecht e Delft, la banda centrale simboleggia l'acqua. Per quanto riguarda Amsterdam, la banda nera rappresenta il fiume Amstel.
Ci sono due ipotesi sul significato che potrebbero assumere le tre X: secondo una tradizione popolare, le tre X rappresenterebbero le tre minacce che gravavano sulla città: l'acqua, il fuoco e la pestilenza; l'altra teoria ipotizza che le tre croci di Sant'Andrea sulla bandiera siano associate alle tre parole del motto cittadino (Heldhaftig, Vastberaden, Barmhartig; valorosa, decisa, misericordiosa).

## Usi
Oltre ad essere usata dal comune di Amsterdam, la bandiera è utilizzata anche dall'Amsterdamsche Football Club Ajax, una squadra di calcio con sede ad Amsterdam che gioca nel campionato olandese Eredivisie, come colori per la fascia del capitano.